# 東河区
東河区（とうが-く）は、中華人民共和国内モンゴル自治区包頭市に位置する市轄区。

## 行政区画
12ジュール・ゴドムジ（街道）、2バルガス（鎮）を管轄：
- 街道弁事処
  - 和平街道
  - 財神廟街道
  - バローン・オボー・ジュール・ゴドムジ（西脳包街道）
  - 南門外街道
  - 南圪洞街道
  - ジューン・オルトーイン・ジュール・ゴドムジ（東站街道）
  - ホトン・アルドゥン・ジュール・ゴドムジ（回民街道）
  - 天驕街道
  - 河東街道
  - 鉄西街道
  - 東興街道
  - 楊圪塄街道
- バルガス（鎮）
  - 河東鎮
  - サルチン・バルガス（沙爾沁鎮）